# 羅素街事件
羅素街事件，又稱羅素街血案，是香港英屬時期一宗勞資糾紛引發的社會事件。事件發生於1950年1月30日，地點位於銅鑼灣羅素街的香港電車銅鑼灣電車廠舊址（即現今時代廣場所在地）。該事件起因於電車工人與資方的勞資談判破裂，最終演變為工人與警方之間的衝突。

## 起因
1949年，中國內戰導致大量難民湧入香港，其中，中環吸收了一批工商鉅富和將軍政客，導致消費加劇，物價上升。工人的準貼不足夠維持日常生活，再加上9月19日英鎊貶值，令到情況更加惡化。
1949年12月2日，電車工人向電車公司提出五項要求：

1. 每1職工每天生活津貼增加3元；
2. 司機每天底薪由3元7毫半加至4元零5仙；
3. 如有司機逝世，公司應發放1次性500元撫恤金；
4. 年終分派花紅、生活津貼及月薪應一視同仁；
5. 以上各項，由12月1日起生效[2]

資方於12月24日凌晨5時仍未答允勞方要求，由當日開始電車工人實行怠工，售票員不對市民售票，市民可免費乘坐電車。
至12月28日凌晨5時，電車公司突關閉羅素街電車廠，並開除所有售票員。

## 經過
1950年1月30日晚上九時，電車工會及三十八個青年團體在羅素街電車廠向電車工人舉行慰問會，參與青年人數逾千。晚上十時左右，警員要求電車工人拆除街上擴音器，惟遭電車工人拒絕，並阻止警員前進。其後警方增派人手到場，同時阻止其他電車工人進入電車廠，雙方發生衝突。期間工人利用木棍作武器，增援警員則帶上防毒面具並發放催淚彈驅趕工人。事件造成數名警員及三至四十名香港電車職員受傷。
慰問會持續至午夜散會，事後警方封鎖街道和關閉電車工會，並拘捕數名工會負責人員。事件中港英政府共動員八百餘名警力維持秩序。

## 事後
事後警方將3名工會代表逮解出境。
2月9日，工會成功與資方達成共識，電車於2月10日恢復行車，結束了長達44天的停擺。 
在事件過後，電車公司於1950年7月初以「曾犯虛報事實」、「威脅僱員」等理由，拒絕承認親共工人成立的「香港電車職工會」，並於1952年8月承認親中華民國的港九工團聯合總會下轄的「域多利電車自由工會」。

## 受傷人數
根據政府新聞處數字，受傷人數共90人
| 入院治療   | 32人 | 13人 |
| 敷藥後出院 | 26人 | 12人 |
| 住院治療   | 6人  | 1人  |

## 相關
- 六七暴動

## 外部連結
- 【CIA解密】中共屢在港策動罷工刺殺 （页面存档备份，存于）